# Belgisch kampioenschap wielrennen voor heren elite 2024
Het Belgisch kampioenschap wielrennen 2024 werd dit jaar op 23 juni in het Oost-Vlaamse Zottegem georganiseerd. Enkele stevige hellingen en heel bekende kasseistroken in de Vlaamse Ardennen zorgden voor een pittig parcours. Met gemeenten als Sint-Lievens-Houtem, Herzele en Zottegem in het hart van de Vlaamse Ardennen was dat niet onlogisch.
Vanuit de start om 12u10 in Sint-Lievens-Houtem reden de renners naar de eerste lus. De ronde was 48,2 kilometer lang en bevatte beklimmingen van de Diepestraat (1,2km aan 3,5%), Klemhoutstraat (1,8km aan 3%) en de Langendries Hostellerie (1,3km aan 4,3%). Ook de beroemde kasseien van de Paddestraat (2,3km) werden voor de voeten geschoteld. Deze lus legden de renners twee keer af.
Na 96,4 km schakelden de deelnemers over op een andere lus van 22,9 km met daarin de beklimming van de Grotenbergestraat (0,8km aan 3,6%). Ook de kasseien van het Kruiswaterplein (200m) en de Lippenhovestraat (1,2km) behoorden tot het parcours. Deze lus kreeg het peloton vier keer voor de wielen. Goed voor een wedstrijdtotaal van ongeveer 220 km.
Uittredend BK Remco Evenepoel en kersvers BK tijdrijden Tim Wellens kwamen door lichte ziekte niet aan de start, alsook de Lotto-Dstny renners Harm Vanhoucke en Maxim Van Gils.

## Verloop
Amper was er gestart of Victor Campenaerts ging er met enkele vluchters vandoor. Met tien renners vormde Campenaerts een groepje met de vlucht van de dag. Op 50km van de streep gingen Campenaerts en Quinten Hermans ervandoor. Het duo werd pas op 5 kilometer van de streep ingelopen, waardoor een massaspurt tot stand kwam.
In een pelotonspurt versloeg Arnaud De Lie de sprintkanonnen Jasper Philipsen, Jordi Meeus, Wout Van Aert en Thibau Nys.

## Uitslag
| Plaats | Naam                | Ploeg                      | Tijd     |
| ------ | ------------------- | -------------------------- | -------- |
| 1      | Arnaud De Lie       | Lotto-Dstny                | 4u55'52" |
| 2      | Jasper Philipsen    | Alpecin-Deceuninck         | z.t.     |
| 3      | Jordi Meeus         | Bora-hansgrohe             | z.t.     |
| 4      | Thibau Nys          | Lidl-Trek                  | z.t.     |
| 5      | Wout Van Aert       | Team Visma-Lease a Bike    | z.t.     |
| 6      | Tim Merlier         | Soudal Quick-Step          | z.t.     |
| 7      | Lennert Teugels     | Bingoal WB                 | z.t.     |
| 8      | Lennert Van Eetvelt | Lotto-Dstny                | z.t.     |
| 9      | Laurenz Rex         | Intermarché-Circus-Wanty   | z.t.     |
| 10     | Oliver Naesen       | Decathlon-AG2R La Mondiale | z.t.     |